# Pyro (servis)

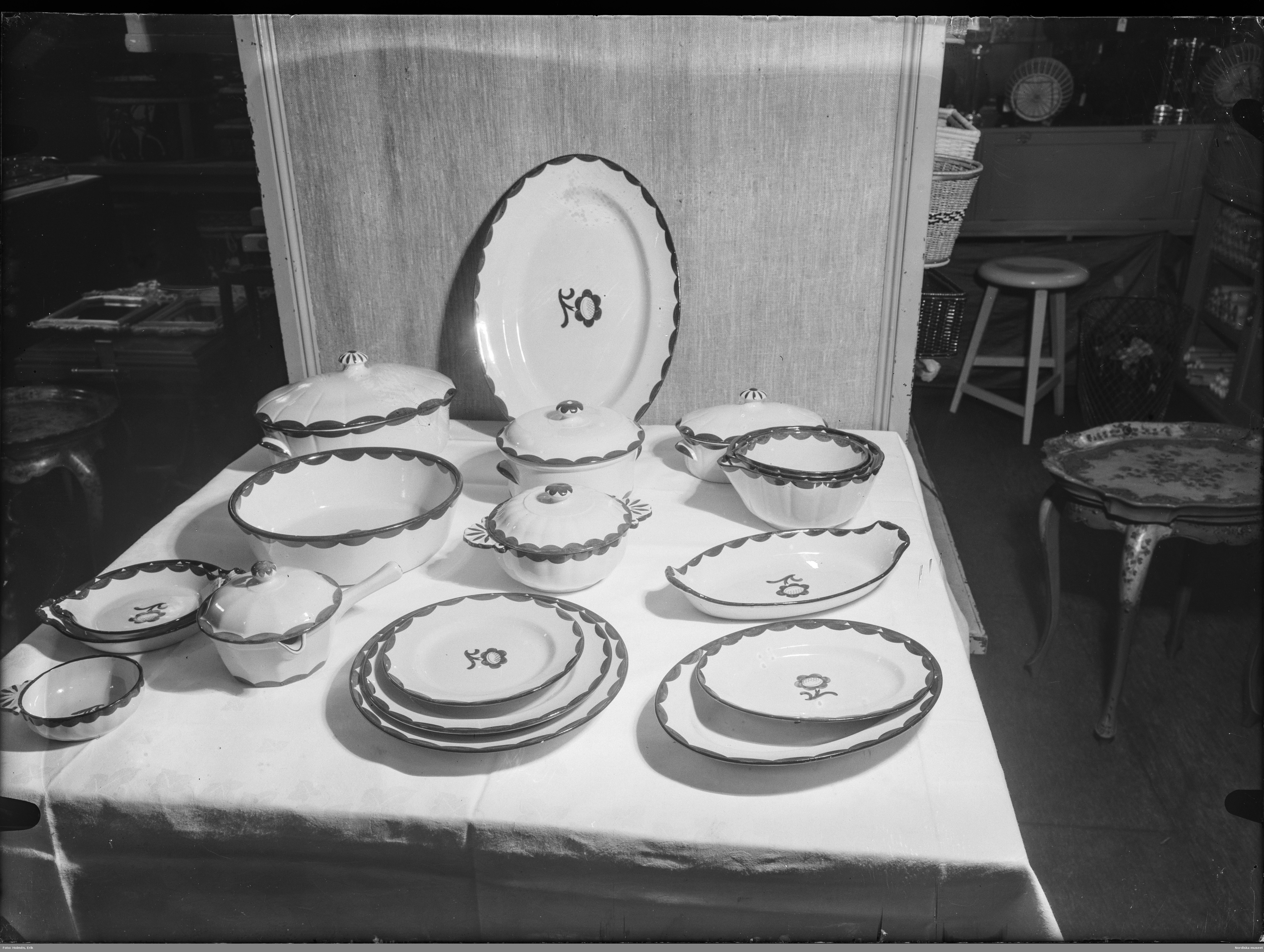
Pyroservis uppställd på NK 1931.

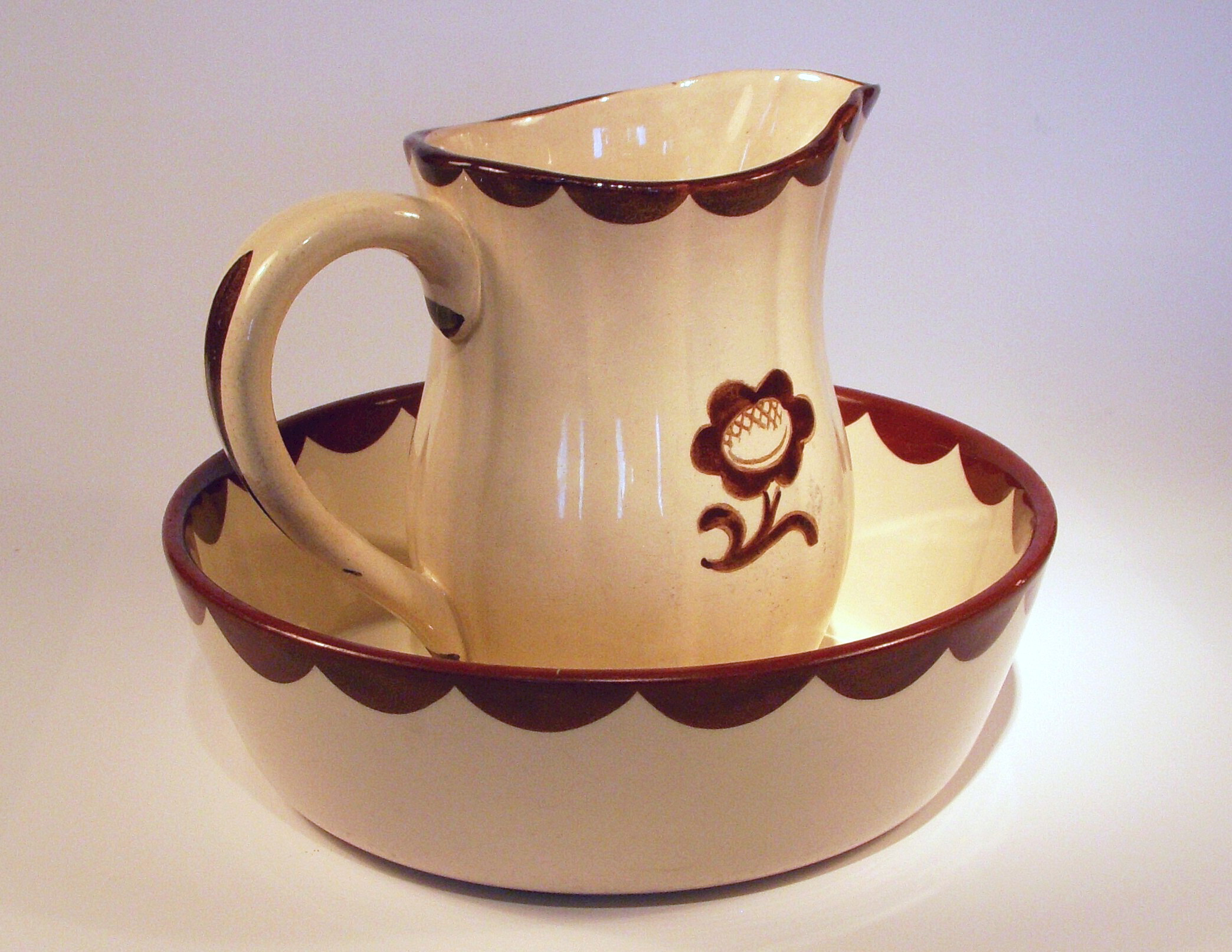
Pyro, skål och kanna med brun dekor.

Pyro var en vardagsservis som formgavs av Wilhelm Kåge och producerades av Gustavsbergs porslinfabrik mellan 1929 och 1955. Det var Gustavsbergs första ugnssäkra servis som passade för både matlagning och servering.  Namnet "Pyro" kommer från grekiskans πὔρ, pyr och betyder egentligen bara eld.
Pyro tillverkades redan 1929 men presenterades på Stockholmsutställningen 1930. Nyheten var att istället för att lägga över maten på serveringsfat kunde husmodern nu ta faten direkt ur ugnen till bordet. Det sparade tid och var en funktionalistisk idé. Servisen bestod av ett gultonat gods med en stiliserad blomma och en vågbård. Den enkla "Kåge-blomman" blev kännetecknet för servisen. 

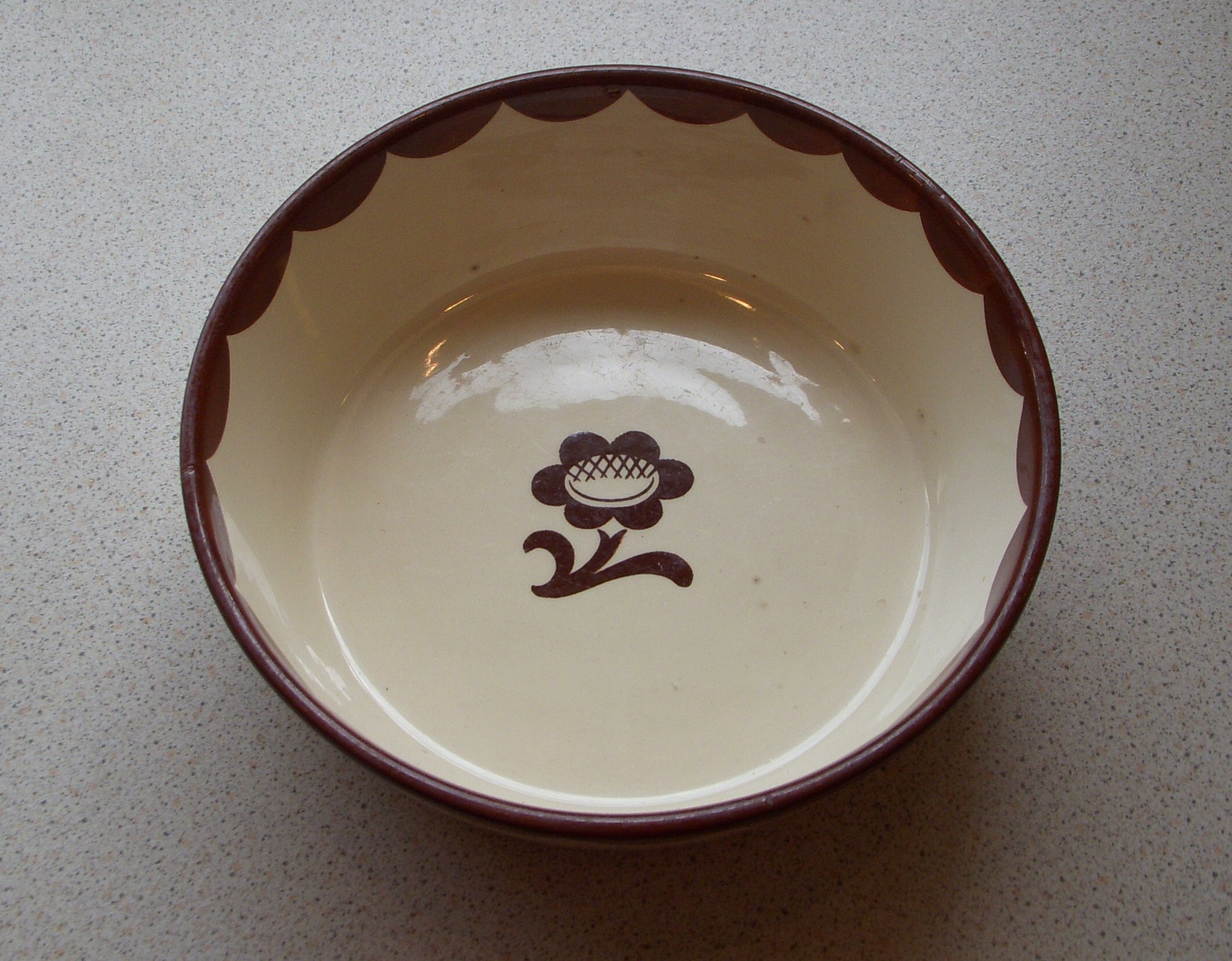
Eldfast form med den utmärkande "Kåge-blomman".

Dekoren lanserades ursprungligen enbart i brunt, men 1934 lanserades den även i en grön variant. En blå variant kom 1940. Servismodellen pyry (modell KR) tillverkades även från 1938 med dekoren Flamman. Under loppet av 1930-talet utökades antalet delar och servisen kom snart att bestå av över 200 olika delar.
Ursprungligen tillverkades Pyro i en eldfast lera som importerades från England. Senare tillverkades servisen dels i ugnssäkert gods, dels i flintgods. Servisen blev en stor succé och kom att finnas i många svenska hem.
Produktionen var dock mycket större än efterfrågan, och under 1960-talet fanns ännu stora mängder restlager av servisen stående i Gustavsbergs lager. Avsikten var att servisen skulle kunna kompletteras i all evighet. Ambitionerna kom dock att skrotas, senare såldes restlagren ut och osäljbara delar användes som fyllnadsmassor i centrala Gustavsberg.
Idag är Pyro ett omtyckt samlarobjekt.